# Spiloxene acida
Spiloxene acida là một loài thực vật có hoa trong họ Hypoxidaceae. Loài này được (Nel) Garside miêu tả khoa học đầu tiên năm 1936.